# Springview
Springview est un village américain situé dans l'État du Nebraska. Il est le siège du Comté de Keya Paha.